# 二見浦駅
二見浦駅（ふたみのうらえき）は、三重県伊勢市二見町三津にある、東海旅客鉄道（JR東海）参宮線の駅である。
景勝地の二見浦は「ふたみがうら」だが、駅名は「ふたみのうら」である。
快速「みえ」は全列車が停車する。鳥羽方面へ当駅を出て直ぐの所にある「江のトンネル」は参宮線唯一のトンネルである。

## 歴史
- 1911年（明治44年）7月21日：鉄道院参宮線山田駅（現・伊勢市駅） - 鳥羽駅間延伸時に開設[1]。
- 1942年（昭和17年）7月6日：木造駅舎完成[3][4]。
- 1953年（昭和28年）9月頃：客車留置線（約300m）新設[5]。
- 1961年（昭和36年）1月15日：貨物取扱廃止[6]。
- 1983年（昭和58年）12月21日：二見町内居住国鉄職員OBの協力と二見町の補助により、簡易委託駅化[7][8][9]。荷物扱い廃止[6]。
- 1987年（昭和62年）4月1日：国鉄分割民営化に伴い、JR東海の駅となる[1]。
- 1992年（平成4年）9月中旬：駅舎改築工事着手[10]。
- 1993年（平成5年）2月20日：新駅舎完成[11]。
- 2011年（平成23年）4月1日：簡易委託解除、終日無人駅化。

## 駅構造

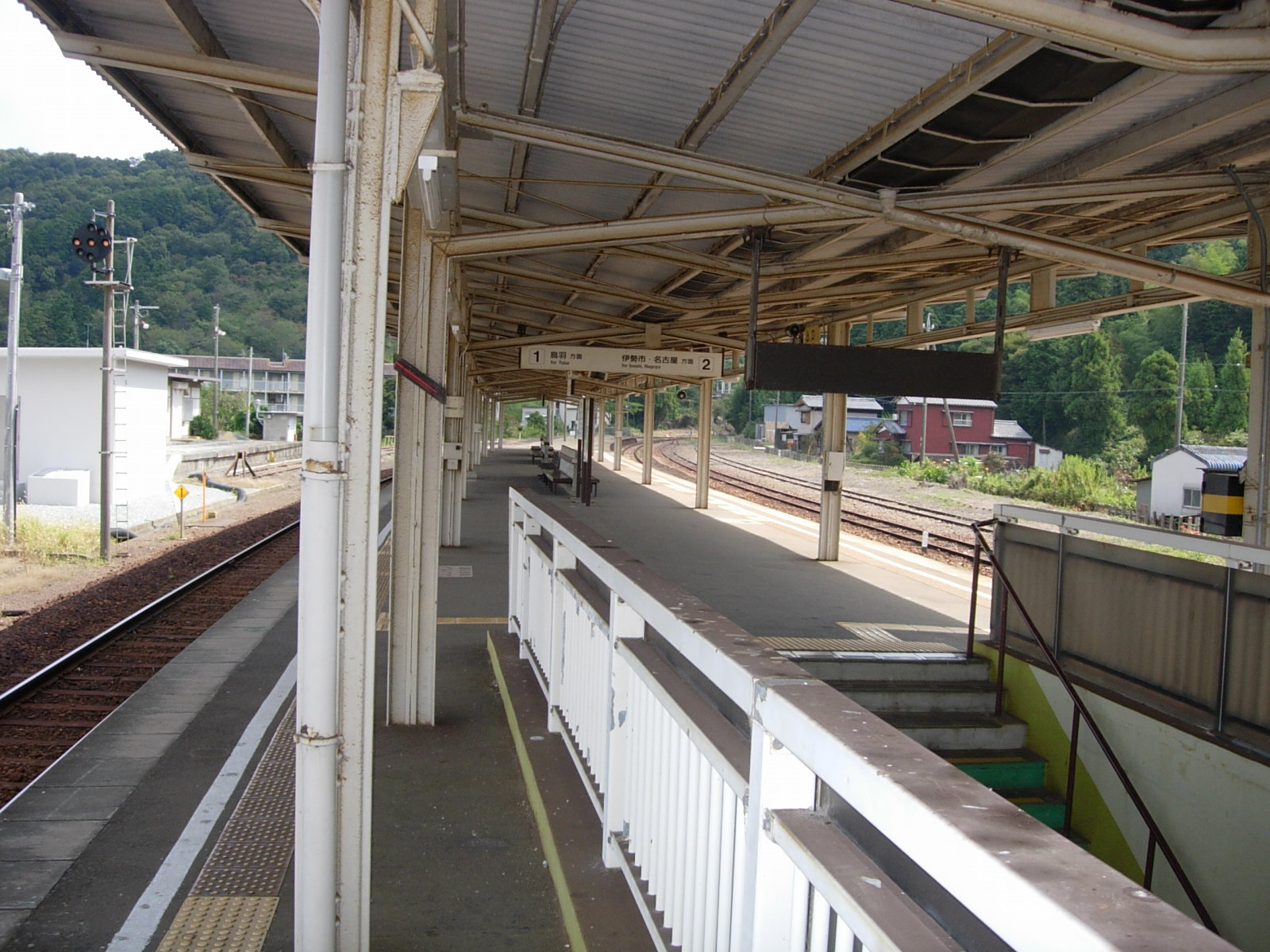
ホーム（2009年9月）

島式ホーム1面2線を有する地上駅。ホームと駅舎間は地下道で連絡している。
伊勢市駅管理の無人駅。以前は直営駅でJR全線きっぷうりばもあったが、後に東海交通事業による簡易委託駅となった。その後2011年3月31日限りで簡易委託解除、無人駅化された。
駅舎は夫婦岩をモチーフとした前面がガラス張りのものであり、1993年に建てられた。それ以前は大きな木造駅舎であった。

### のりば
| 番線 | 路線    | 方向 | 行先             |
| ---- | ------- | ---- | ---------------- |
| 1    | ■参宮線 | 下り | 鳥羽方面         |
| 2    | ■参宮線 | 上り | 松阪・名古屋方面 |

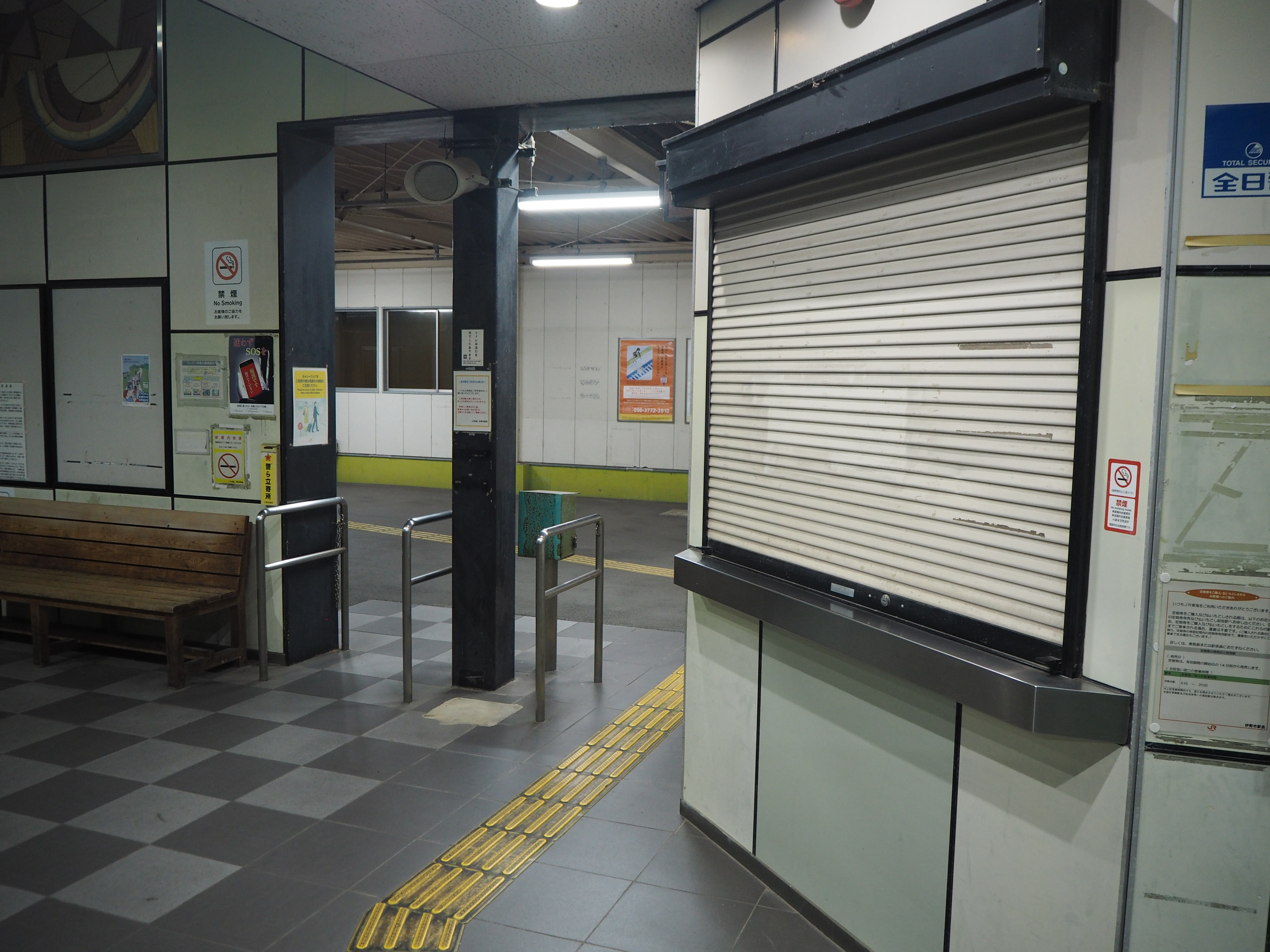
改札口（無人駅化後、2024年12月）
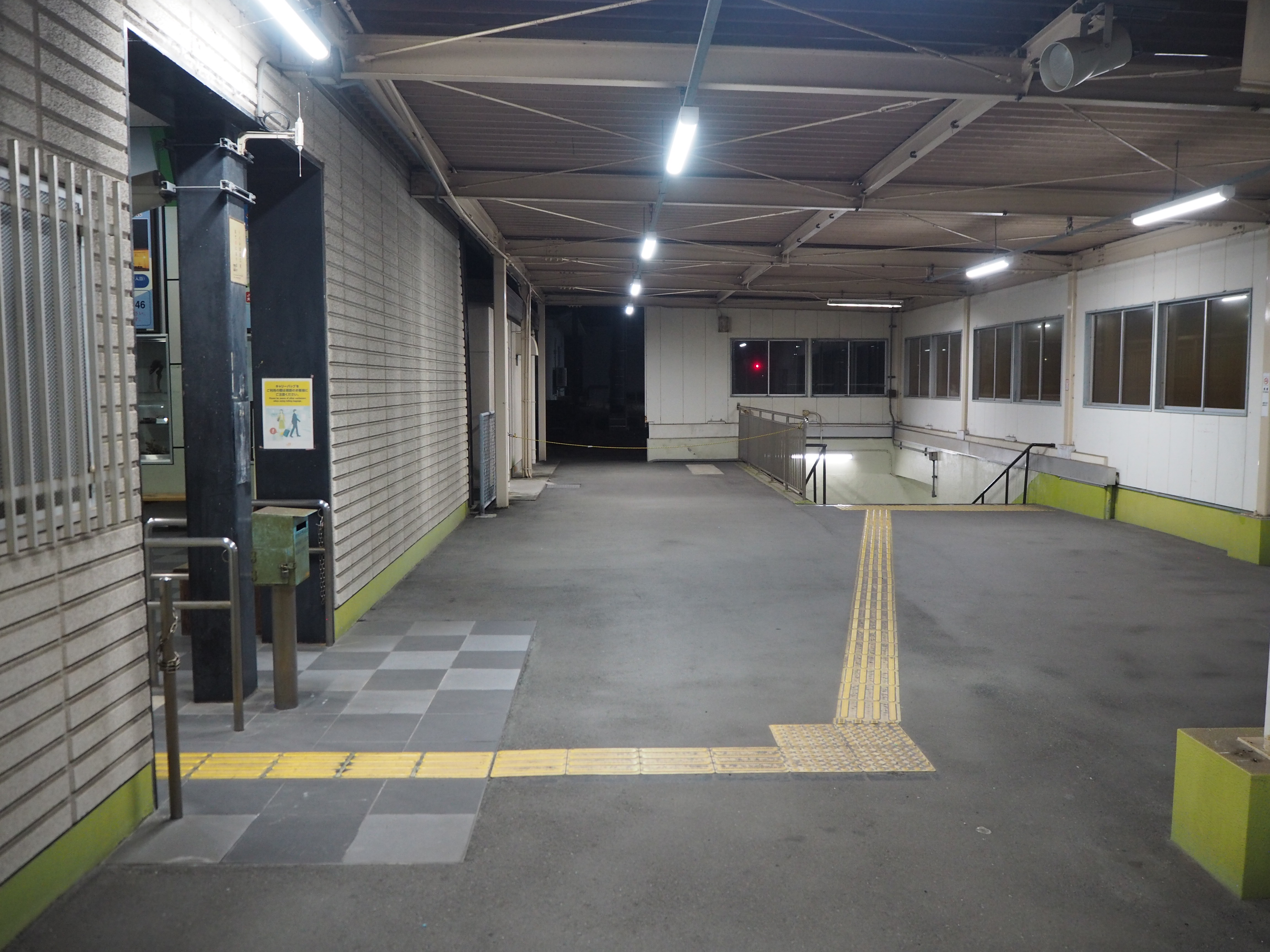
地下道入口（2024年12月）

## 利用状況
「三重県統計書」によると、近年の1日平均乗車人員の推移は以下の通り。
| 年度   | 1日平均 乗車人員 |
| ------ | ---------------- |
| 1998年 | 466              |
| 1999年 | 434              |
| 2000年 | 428              |
| 2001年 | 375              |
| 2002年 | 359              |
| 2003年 | 330              |
| 2004年 | 322              |
| 2005年 | 328              |
| 2006年 | 331              |
| 2007年 | 323              |
| 2008年 | 326              |
| 2009年 | 297              |
| 2010年 | 300              |
| 2011年 | 195              |
| 2012年 | 205              |
| 2013年 | 238              |
| 2014年 | 203              |
| 2015年 | 221              |
| 2016年 | 236              |
| 2017年 | 255              |
| 2018年 | 248              |
| 2019年 | 259              |
| 2020年 | 183              |
| 2021年 | 181              |
| 2022年 | 221              |
| 2023年 | 255              |

## 駅周辺
- 伊勢市二見総合支所（旧・二見町役場）
- 三重交通バス・二見総合支所前バス停
- 伊勢警察署二見交番
- 伊勢市立二見中学校
- 伊勢市立二見浦小学校
- 二見浦保育園
- 百五銀行二見浦支店
- 伊勢農協伊勢グリーンコープ二見
- 二見郵便局
- 御福餅本店
- 赤福二見支店

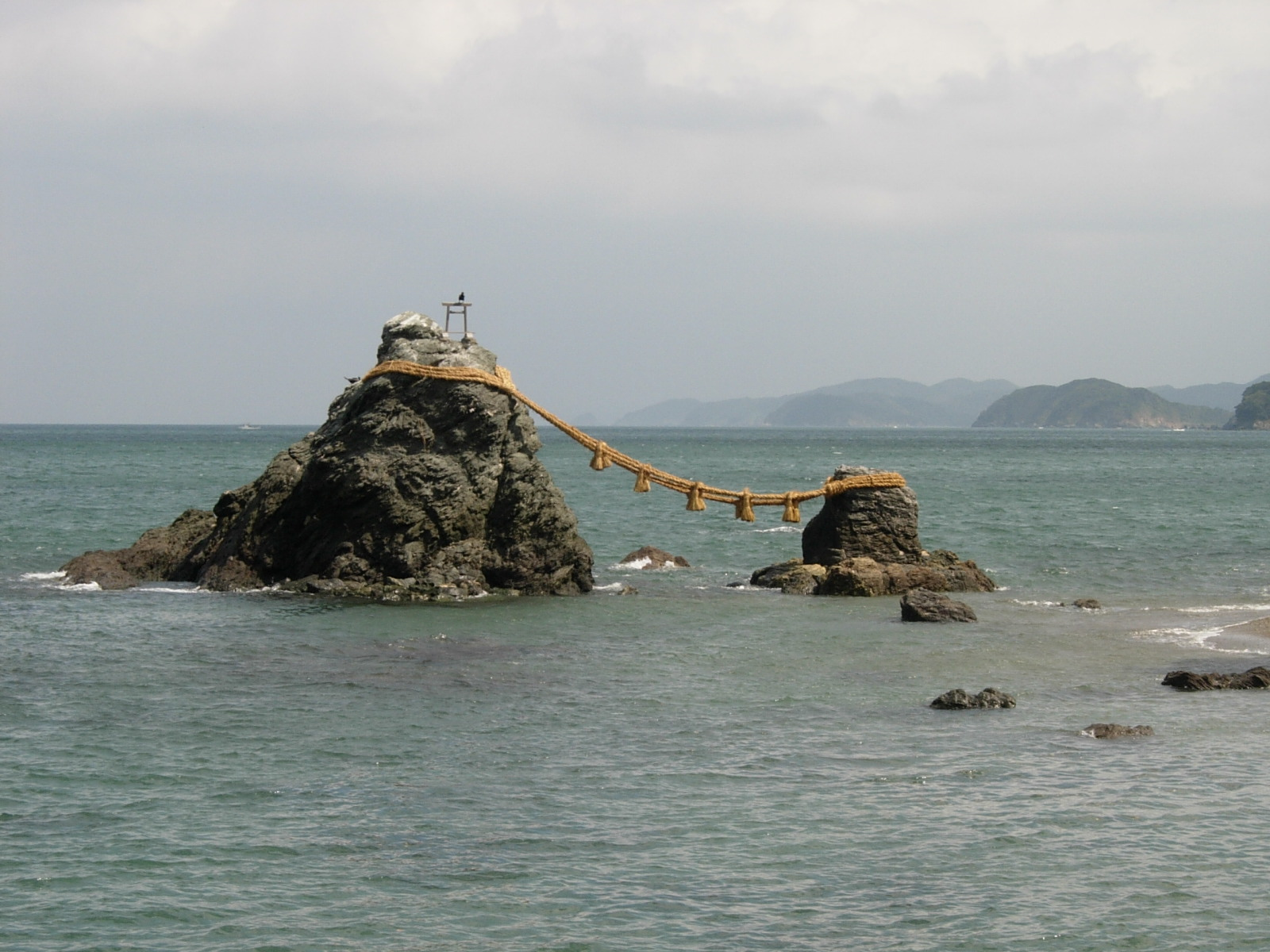
夫婦岩

- 伊勢夫婦岩ふれあい水族館シーパラダイス（旧称・二見シーパラダイス）
- 伊勢・安土桃山文化村（旧称・伊勢戦国時代村）
- 二見浦（ふたみがうら）
- 二見浦海水浴場
- 夫婦岩
- 二見興玉神社
- 堅田神社
- 国道42号
- 伊勢市コミュニティバス（おかげバス）「JR二見浦駅前」停留所：二見ルート

## 隣の駅
東海旅客鉄道（JR東海）
■参宮線
■快速「みえ」
伊勢市駅 - (朝夕の一部は五十鈴ケ丘駅) - 二見浦駅 - (朝夕の一部は松下駅) - 鳥羽駅
■普通
五十鈴ケ丘駅 - 二見浦駅 - 松下駅